# Sajjid
Sajjid (arab. سيد; dosł.: pan, władca) – arabski zwrot grzecznościowy; niekiedy zastrzeżony jako tytuł honorowy, przynależny potomkom proroka Mahometa.
Tytuł ten pierwotnie przyznawany był mężczyznom z racji jakichś ich szczególnych osobistych zalet, bogactwa lub arystokratycznego pochodzenia. Nadawany był także przez członków plemienia jego wodzom, przez niewolników - ich właścicielom, czasem przez żony swym mężom. Później zaczęto oznaczać nim potomków Husajna, wnuka Mahometa, młodszego syna Alego i Fatimy. W szyizmie odróżnia się sajjidów od szarifów, potomków najstarszego syna Alego i Fatimy, Hasana. Czasami jednak określeniem sajjid oznacza się wszystkich potomków Proroka, wywodzących się od obu braci. Nie tylko wśród szyitów, ale w całej społeczności muzułmanów, sajjidzi jako potomkowie Mahometa cieszą się szczególnym szacunkiem i autorytetem.
We współczesnym języku arabskim tytuł sajjid utracił swoje dawne znaczenie i często skracany do sidi jest używany w znaczeniu polskiego „pan”. Właśnie od zniekształconego sidi wywodzi się przydomek Cyd, pod jakim przeszedł do historii hiszpański rycerz Rodrigo Díaz de Vivar.